# Govern de la Comunitat de Madrid
El Govern de la Comunitat de Madrid (castellà: Gobierno de la Comunidad de Madrid) és l'òrgan col·legiat encarregat de les funcions executives i administratives de la comunitat autònoma espanyola de Madrid. Fins a la reforma de l'estatut regional de 1998 es va denominar formalment Consell de Govern de la Comunitat de Madrid (Consejo de Gobierno de la Comunidad de Madrid).
Està presidit pel president de la Comunitat de Madrid, i inclou, a més, els vicepresidents i consellers nomenats.
El gabinet cessa després de la celebració d'eleccions legislatives autonòmiques, i es manté de forma interina fins que un nou gabinet assumeixi l'ofici.
La seva seu principal es troba a la Reial Casa de Correus, a la Puerta del Sol.